# Oreoglanis majusculus
Oreoglanis majusculus är en fiskart som beskrevs av Irengbam Linthoingambi och Visthwanath 2011. Oreoglanis majusculus ingår i släktet Oreoglanis och familjen Sisoridae. Inga underarter finns listade i Catalogue of Life.